# 胡纘宗
胡纘宗（1480年—1560年），字孝思，一字世甫，號可泉，亦號鳥鼠山人，陝西鞏昌府秦州（今甘肅省天水市）秦安縣人。明朝政治人物、書法家。正德戊辰進士，嘉靖時官至河南巡撫。

## 生平
胡纘宗早年為國子生，弘治十四年（1501年）中式辛酉科陕西鄉試舉人，正德三年（1508年）登戊辰科三甲第一名進士。即授翰林院檢討，正德五年（1510年），受劉瑾同黨、侍讀焦黃中牽連，出為嘉定州判官。升四川潼川州知州。
正德十年（1515年），胡纘宗入为南京吏部员外郎，歷官验封司郎中。正德十四年（1519年），出爲安慶府知府。嘉靖三年（1524年），改蘇州府知府。
嘉靖四年（1525年），經都御史吴廷举举荐，升任按察使，同年經巡按直隶御史朱实举荐，升兵备副使。嘉靖六年（1527年）六月升山东左参政，八年二月考察调用。復除山西左参政，十一年三月升本省右布政使，四月丁父忧归。服除，再升河南左布政使，十五年十二月官至都察院右副都御史、巡撫山東，十七年六月改任总理河道都御史，因治河有功，十八年转河南巡抚，同年十二月以火燔公署并毁符验敕书，黜職閑住。
嘉靖二十九年（1550年）四月，胡纘宗為仇家河间人王联告发所作迎驾诗有“穆天八骏空飞电，湘行英皇泪不磨”之句，有诅謗皇帝之意，被逮到京师拷问，被杖四十，削籍为民。歸鄉後，築可泉寺著書。嘉靖三十九年（1560年）卒於家。

## 胡纘宗案
胡纘宗任河南巡撫期間，曾笞責陽武縣知縣王聯。王聯為人兇狠狡詐，懷恨在心，又知世宗鼓勵官員相互揭發，就利用之前世宗南巡承天期間，胡纘宗的接駕詩做文章，稱詩中「穆天八駿」詞句為謗詛，且將與其有宿怨者，如副都御史劉隅，給事中鮑道明，御史胡植、馮章、張洽，參議朱鴻漸，知府項喬、賈應春等百十人，全部構陷，令其子混入宮門訟冤。世宗果然大怒，立刻派人逮捕胡纘宗等人，刑部尚書劉訒會同法司嚴加審訊。劉訒查清真相，將王聯父子論死，并請求寬恕胡纘宗等人。然而世宗仍然不依不饒，最終經過嚴嵩求情，將胡纘宗革職，杖四十。劉訒亦除名

## 著作
胡纘宗善詩，其詩樸質、深沉而情感摯烈。《四库全书总目》收六种胡缵宗著述提要。著有《鳥鼠山人集》、《太昊廟樂章》、《願學編》等。刻有《藝文類聚》一百卷。
纘宗亦工書法，今江蘇鎮江有其親題“海不揚波”、曲阜孔廟有“金聲玉振”坊，天水伏羲廟有“與天地准”牌匾，山東濟南有「趵突泉」石碑。

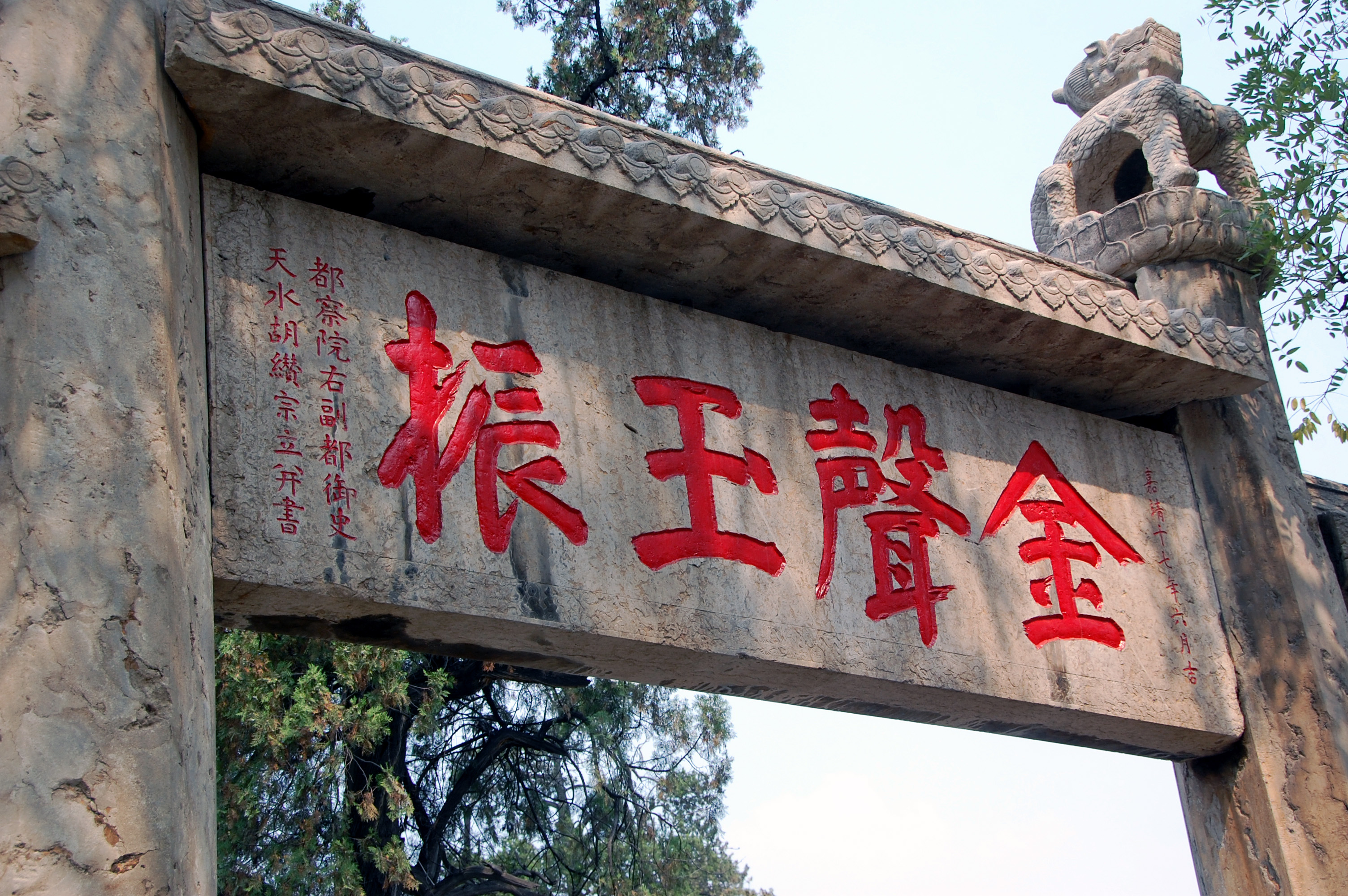
曲阜孔廟金聲玉振坊
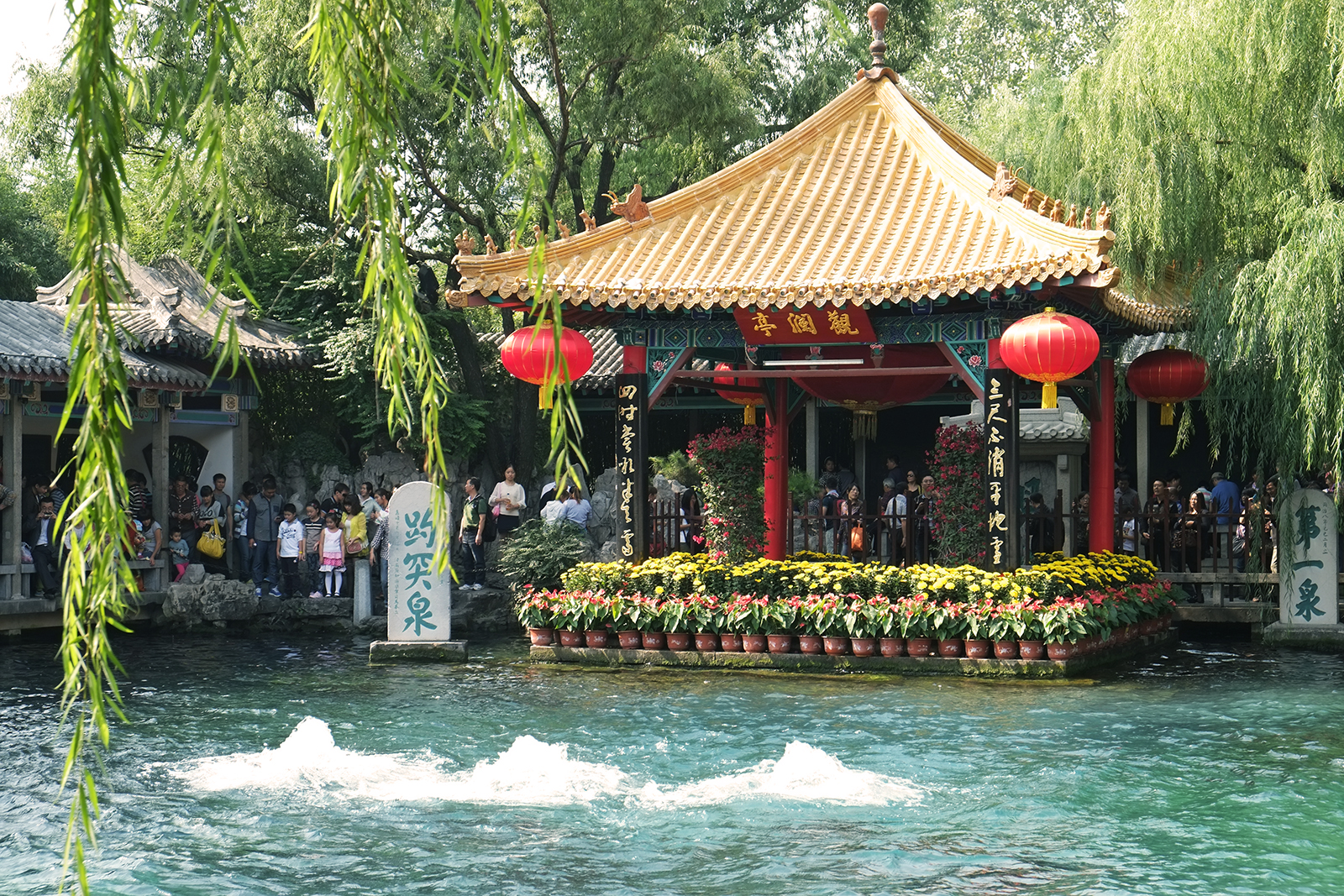
趵突泉及石碑
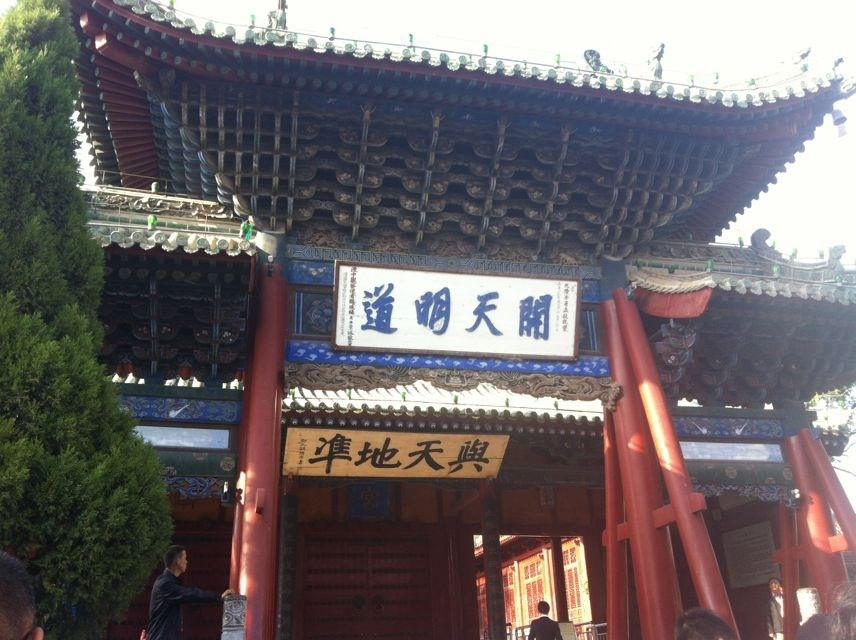
伏羲庙之“與天地準”匾额
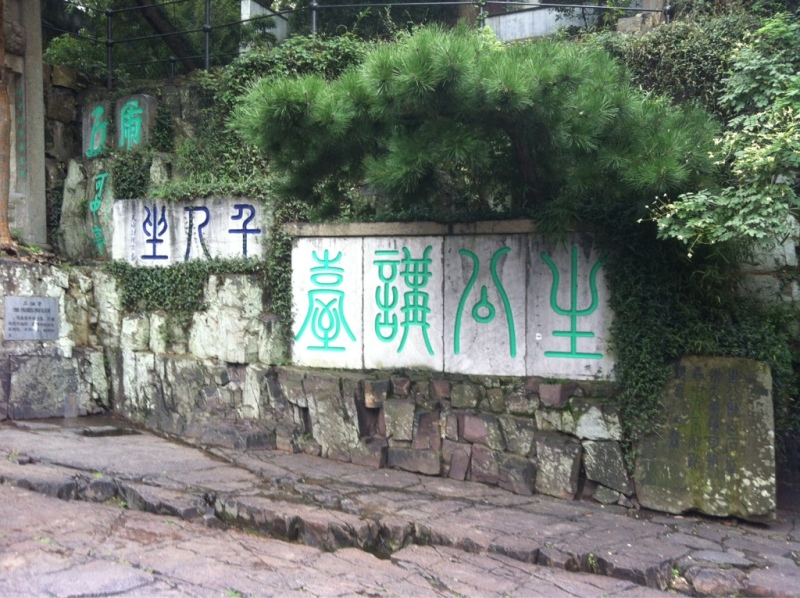
蘇州虎丘“千人坐”
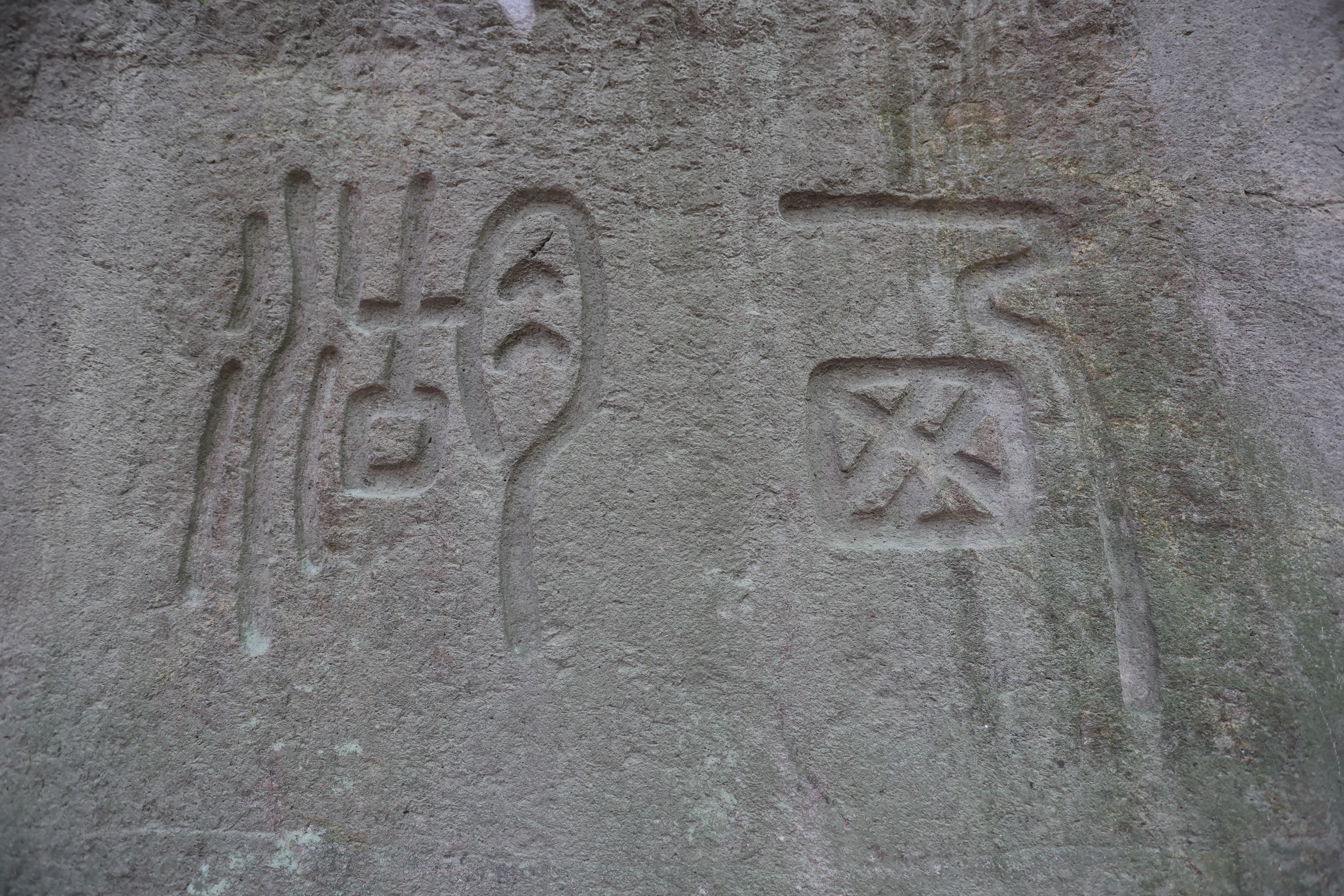
杭州孤山“西湖”

## 家族
曾祖胡海。祖胡璉，直隸南皮县知县。父胡士濟（1449年-1532年），字澤民，雙流縣學教谕，以子貴封奉直大夫南京验封清吏司郎中。母李氏、继母赵氏，封宜人。弟正宗、可宗、在宗。

## 外部鏈接
- 秦安历史人物之胡缵宗 （页面存档备份，存于） 秦安县博物馆

| 官衔          | 官衔                                    | 官衔          |
| ------------- | --------------------------------------- | ------------- |
| 前任： 張文錦 | 直隸安慶府知府 正德十四年（1519年）上任 | 繼任： 陸钶   |
| 前任： 戴冠   | 直隸蘇州府知府 嘉靖三年（1524年）上任   | 繼任： 陳文沛 |